# Zuiderdiep 309 (Valthermond)
De boerderij aan het Zuiderdiep 309 (voorzien van het naambord met "Mayflower") is een monumentaal pand in de Drentse plaats Valthermond.

## Beschrijving
De boerderij aan het Zuiderdiep 309 in Valthermond werd in 1937 gebouwd en is een voorbeeld van een sober vormgegeven bouwwerk in de zogenaamde interbellumarchitectuur. Bij de vormgeving is gebruikgemaakt van expressionistische elementen. Een voorbeeld hiervan is de van eenvoudige decoraties voorziene hoge schoorsteen. In de voorgevel versterken geometrische elementen als de rondbogige baanderdeur met twee zesruits vensters en de rechthoekige vensterpartijen op de begane grond en de verdieping het expressionistische karakter. De entree van de woning bevindt zich aan de rechterzijde van de woning, geflankeerd door twee ramen. Naast het tweede raam volgt de krimp met in de krimp een hoekvormig venster. Aan beide zijkanten bevinden zich halfronde ramen onder een rietbedekking. In de achtergevel van de boerderij zijn naast de grote baanderdeuren nog drie deuren aangebracht. De rietgedekte boerderij is van het krimpentype, waarbij het achtergedeelte (de stallen en schuren) breder zijn dan het voorhuis.
De boerderij ligt beeldpalend in de lintbebouwing langs het gedempte gedeelte van een van de Drentse Monden, een zijkanaal van het Stadskanaal. Bij de bouw van de boerderij was het kanaal nog niet gedempt. De boerderij is erkend als een provinciaal monument vanwege de cultuurhistorische, de architectuurhistorische en de stedenbouwkundige waarde. De krimpenboerderij is een gaaf en tamelijk zeldzaam voorbeeld van de wijze waarop het boerenbedrijf in de jaren dertig van de 20e eeuw werd uitgeoefend in het veenkoloniale gedeelte van de provincie Drenthe. De boerderij vertoont de typische kenmerken van de toepassing van een expressionistische bouwstijl in de periode tussen beide wereldoorlogen in de 20e eeuw in Drenthe.